# Dima Tahboub
Dima Tahboub (En árabe:ديمة طهبوب; nacida en Hebrón en 1976) es una escritora, analista político, miembro de la Hermandad Musulmana de Jordania, y portavoz del Frente de Acción Islámica jordano en inglés.
Su marido era Tareq Ayyoub, un reportero de Al Jazeera que fue asesinado en 2003, cuando dos misiles lanzados desde un avión de ataque a tierra de Estados Unidos hizo impacto en el edificio de Al Jazeera en Irak.

## Biografía y educación
Nació en 1976; su padre, Tarek Tahboub, llegó a ser el presidente de la Asociación Médica de Jordania. En 2000  se casó con Tareq Ayyoub, y en 2002 tuvieron una hija, Fatima. Tiene un título en Inglés de la de la Universidad de Jordania, y un Ph.D. de la Universidad de Mánchester, en el Reino Unido.

## Carrera como escritora
Comenzó a publicar regularmente en el diario Assabeel de Jordania, y ha escrito más de 800 artículos. Luego  empezó a publicar en Al-Quds Al-Arabi y en los sitios web de Islamtoday y Al-Jazeera Talk, y en diarios palestinos  y muchos otros sitios web de medios de comunicación.
Escribe sobre Palestina como parte esencial de sus artículos.